# Park Hae-jung
Park Hae-jung (kor. 박해정; ur. 29 lipca 1972) – południowokoreańska tenisistka stołowa, brązowa medalistka olimpijska, medalistka mistrzostw świata i igrzysk azjatyckich.
W 1996 roku wystąpiła na igrzyskach olimpijskich w Atlancie. Wzięła udział w dwóch konkurencjach – zdobyła brązowy medal olimpijski w grze podwójnej (wspólnie z Ryu Ji-hye), a w grze pojedynczej zajęła dziewiąte miejsce.
W latach 1993–2000 zdobyła cztery medale mistrzostw świata (jeden srebrny i trzy brązowe), w latach 1994–1998 trzy brązowe medale igrzysk azjatyckich, a w latach 1996–1998 trzy medale mistrzostw Azji (srebrny w deblu i dwa brązowe w mikście).